# AEA Silver Dart
El Silver Dart (o Aerodrome #4) fue un derivado de un primer avión construido por un equipo canadiense/estadounidense, que después de muchos vuelos exitosos en Hammondsport, Nueva York, a principios de 1908, fue desmantelado y enviado a Baddeck, Nueva Escocia. Voló desde el hielo de la bahía de Baddeck, una subcuenca del lago Bras d'Or, el 23 de febrero de 1909, siendo el primer vuelo controlado con motor en Canadá. El avión fue pilotado por uno de sus diseñadores, John McCurdy. El Silver Dart original fue diseñado y construido por la Asociación de Experimentos Aéreos (AEA), formada bajo la guía de Alexander Graham Bell.

## Origen
A partir de 1891 Bell había comenzado experimentos en Baddeck y Hammondsport para desarrollar aviones motorizados más pesados que el aire. En 1908, el éxito de la AEA se materializó en una serie de diseños innovadores, que culminaron en el Silver Dart, que cuando se construyó a finales de 1908, era la cuarta máquina voladora de la Asociación de Experimentos Aéreos. Uno de sus precursores, el June Bug, ya había batido algunos récords, ganando el Trofeo Scientific American por realizar el primer vuelo oficial de una milla (1609 m) en América del Norte.

## Características
El marco y la estructura del Silver Dart estaban hechos de tubo de acero, bambú, cinta de fricción, alambre y madera. Las alas se cubrieron con una tela plateada tratada con caucho proporcionada por el capitán Thomas Scott Baldwin de Hammondsport; de ahí el nombre de Silver Dart. Su motor Kirkham, suministrado por Glenn Curtiss, era un fiable V-8 que desarrollaba 50 caballos a 1000 rpm. La hélice estaba tallada en un único bloque de madera. El avión tenía lo que ahora se llama un diseño de ala canard o con el "timón al frente". Como la mayoría de los aviones de su época, el Silver Dart tenía características de control deficientes; asimismo, carecía de frenos.

## Historia operacional
Cuando el Silver Dart despegó el 23 de febrero de 1909, voló solo media milla (800 m) a una altura de entre tres y nueve metros, y a una velocidad de aproximadamente 65 km/h. El avión fue la primera máquina motorizada y más pesada que el aire en volar en Canadá. Pronto caerían otros récords; el 10 de marzo de 1909, el Silver Dart pilotado por McCurdy completó un vuelo circular a una distancia de más de 35 km. El primer vuelo con un pasajero en Canadá se realizó en el Silver Dart el 2 de agosto de 1909.
El Ejército Canadiense no mostró interés por los progresos realizados por el grupo. La impresión general de la época era que las aeronaves nunca tendrían un papel destacado en la guerra real. A pesar del escepticismo oficial, la Asociación finalmente fue invitada a la base militar de Camp Petawawa para realizar una demostración del avión. El terreno arenoso de la pista supuso un grave problema para un avión con ruedas de aterrizaje de aproximadamente 5 cm de ancho, y el Silver Dart tuvo grandes dificultades para despegar. En su quinto vuelo, el 2 de agosto de 1909, McCurdy dañó gravemente la aeronave cuando una rueda chocó contra el suelo mientras aterrizaba. El Silver Dart nunca voló de nuevo.
Aunque es un avión importante en la historia aeronáutica de Canadá, la ubicación del diseño inicial y su construcción hacen que se considere de origen estadounidense. Tras la disolución de la AEA, los miembros fundadores, McCurdy y FW ("Casey") Baldwin obtuvieron los derechos de patente canadienses para el Aerodrome No. 4 (The Silver Dart), con el propósito expreso de producir una versión de fabricación canadiense. Posteriormente, el Baddeck No. 1 y el Baddeck No. 2 fueron construidos por la Canadian Aerodrome Company, la empresa recién fundada por Baldwin y McCurdy en 1909.

## Tributos

### Vuelo del 50 aniversario
Existe una reconstrucción del Silver Dart en exhibición en el Museo de Aviación y Espacio de Canadá, en Ottawa. La reconstrucción fue materializada por voluntarios de la Royal Canadian Air Force entre 1956 y 1958 para celebrar el 50 aniversario del primer vuelo. El avión sobrevoló la bahía de Baddeck el día del aniversario, pero se estrelló debido a los fuertes vientos. Una serie de otras réplicas a menor escala y a escala completa se encuentran en colecciones canadienses y de museos de otras partes del mundo, incluyendo ejemplos en el Centro Canadiense de Herencia Bushplane en Sault Ste. Marie, el Museo de Aviación del Atlántico de Canadá, el Museo Reynolds-Alberta, el Museo de Herencia del Avión de Guerra Canadiense, el Museo AGBell, Baddeck Nova Scotia y el Museo Aeroespacial de Calgary.

### Celebraciones del centenario en 2009

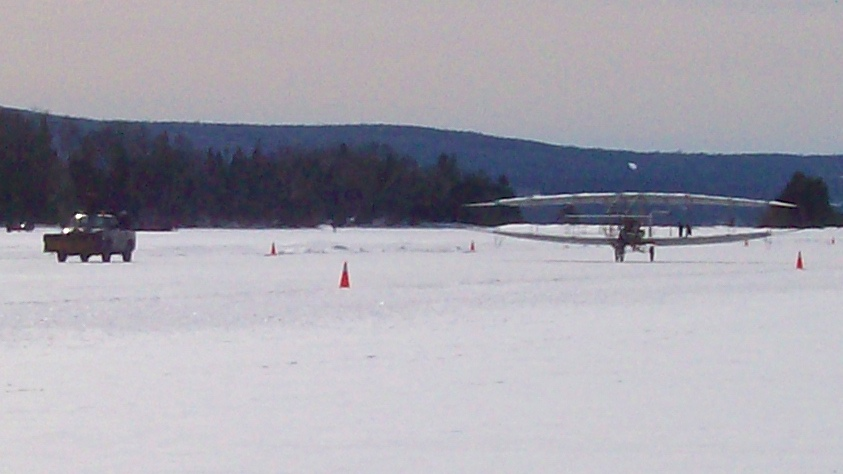
La réplica del Silver Dart remolcada al punto de partida de su vuelo conmemorativo el 22 de febrero de 2009. El Centenario del Vuelo de Canadá se celebró con un día de antelación, debido al pronóstico del tiempo desfavorable

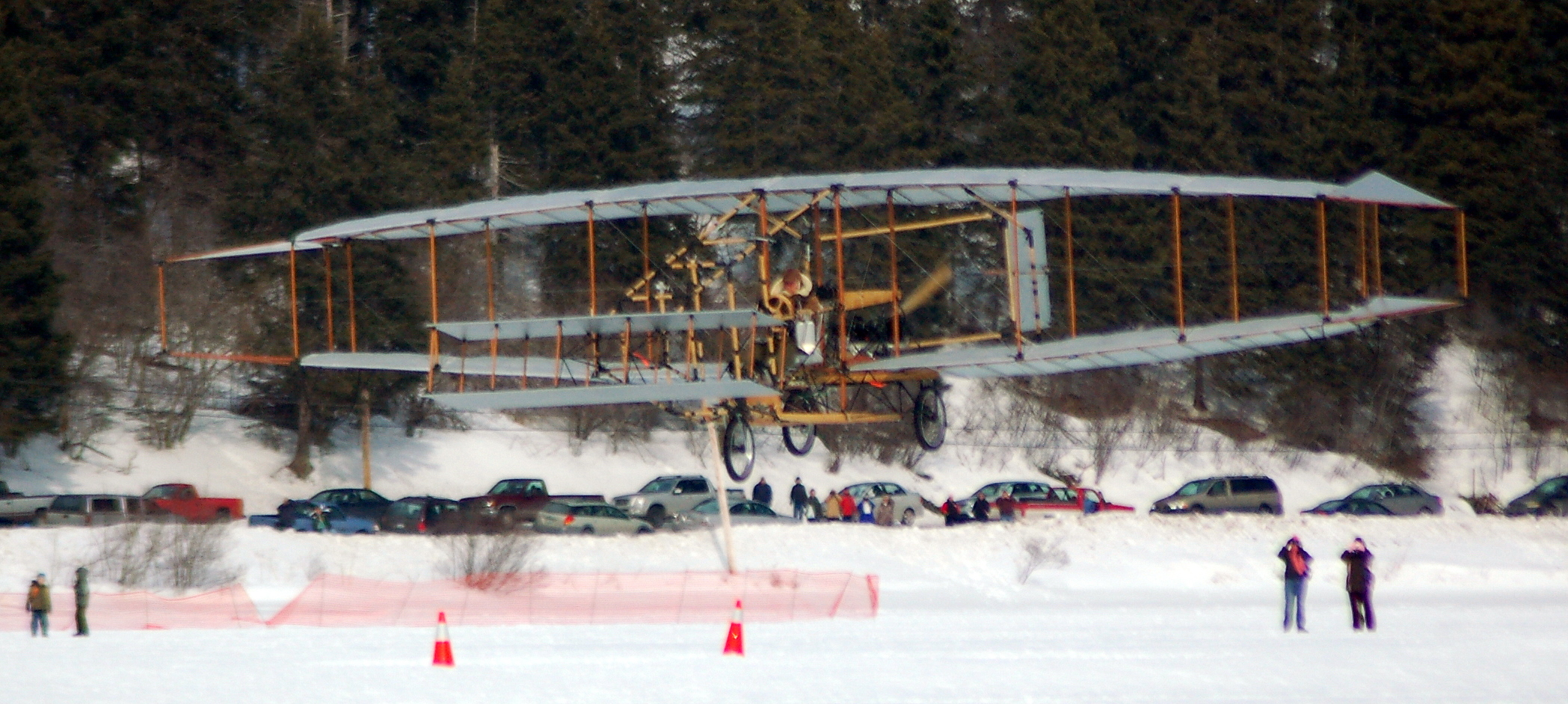
Réplica del Silver Dart

Un pequeño grupo de voluntarios de la organización sin fines de lucro Aerial Experiment Association 2005 Inc. completó la construcción de una réplica voladora del Silver Dart a principios de 2009. El objetivo principal del grupo era recrear el vuelo original del 23 de febrero de 2009, nuevamente en la superficie congelada de la Bahía de Baddeck, cerca de Baddeck, Nueva Escocia. Sin embargo, debido a las condiciones meteorológicas pronosticadas para el día 23, el vuelo del centenario tuvo lugar el 22 de febrero. Después de una reparación temporal en la rueda delantera, el exastronauta canadiense Bjarni Tryggvason pilotó cinco vuelos exitosos ese día. La réplica se considera oficialmente un proyecto de herencia canadiense, y durante todo el año fue la pieza central de una serie de eventos realizados para celebrar el centenario del primer vuelo del Silver Dart en Canadá. En 2013, se trasladó al Museo Alexander Graham Bell en Baddeck, donde forma parte de la exhibición permanente.
En 2009 se llevaron a cabo muchas otras actividades para celebrar el Centenario del Vuelo, incluida una nueva exposición titulada "Alas Canadienses - Un Destacado Siglo de Vuelo" en el Museo de la Aviación de Canadá en Ottawa y un vuelo a través de Canadá de aviones antiguos. El ya cerrado sitio web oficial del Ministerio de Turismo de Nueva Escocia, Celebración del Centenario del Vuelo del Silver Dart en Baddeck, promovió las actividades de vuelo y aniversario en Baddeck durante todo el centenario. Se publicaron varias fotos y documentos históricos en ese sitio, en una presentación virtual del museo.

### Conmemoraciones
El 824 Silver Dart Squadron de los Royal Canadian Air Cadets en St. Peter's, Nueva Escocia, lleva su nombre en honor al Silver Dart. Otro escuadrón de cadetes, el 602 McCurdy Squadron de los Royal Canadian Air Cadets, en Florence, Nueva Escocia, lleva su nombre en honor a John McCurdy, el piloto original del Silver Dart.
Lugares con su nombre incluyen la Silver Dart Drive, ubicada en Mississauga, Ontario, una carretera perimetral dentro de los límites del Aeropuerto Internacional Toronto Pearson. Otro sitio conmemorativo de Ontario es el pabellón con una doble pista de hielo en la base CFB Petawawa, conocida como Silver Dart Arena.
En el 50 aniversario de su primer vuelo, el Serrvicio Postal de Canadá emitió un sello del Silver Dart el 23 de febrero de 1959. Durante el Centenario del Vuelo de Canadá, se honró al Silver Dart, y al primer vuelo en Canadá, con un sello publicado el 23 de febrero de 2009.

## Especificaciones (Silver Dart)
Datos procedentes de AerofileAb
Características generales
- Tripulación: 1
- Capacidad: 2
- Longitud: 30 pies (9.14 m)
- Envergadura: 40 pies 1 pulgada (12.22 m)
- Altura: 9 pies 7 pulgadas (2,92 m)
- Superficie alar: 563 pies cuadrados (52,3 m²)
- Peso en vacío: 320 lb (145 kg)
- Motor: 1 × Curtiss V-8 de pistones, refrigerado por aire, 50 HP (37 kW)

Prestaciones
- Velocidad máxima: 40 mph (64 km/h)
- Alcance: 20 mi (32 km)